# Gwiazda (połączenie)

Trójfazowe połączenie typu gwiazda i trójkąt

Gwiazda jest rodzajem połączenia w układach trójfazowych, oznaczanym symbolem Y. W połączeniu typu gwiazda napięcie na elementach E (E może w tym przypadku oznaczać rezystancję, impedancję, itp.) jest wypadkową wartością wynikającą z symetryczności (lub niesymetryczności), natomiast prądy płynące przez te elementy są równe prądom fazowym.
Czasami zachodzi potrzeba zastąpienia układu połączonego w gwiazdę równoważnym układem połączonym w trójkąt. Równoważność oznacza tutaj warunek niezmienności prądów i napięć w tej części obwodu, która nie podlega przekształceniu.
Wzory pozwalające przekształcić gwiazdę w trójkąt jej równoważny:
{\displaystyle Z_{12}=Z_{1}+Z_{2}+{\frac {Z_{1}\cdot Z_{2}}{Z_{3}}}}
{\displaystyle Z_{23}=Z_{2}+Z_{3}+{\frac {Z_{2}\cdot Z_{3}}{Z_{1}}}}
{\displaystyle Z_{13}=Z_{1}+Z_{3}+{\frac {Z_{1}\cdot Z_{3}}{Z_{2}}}}
gdzie
{\displaystyle Z_{1},Z_{2},Z_{3}} - impedancje na poszczególnych gałęziach gwiazdy
{\displaystyle Z_{12},Z_{13},Z_{23}} - impedancje na poszczególnych gałęziach trójkąta

Transfigurację (przekształcenie) można wykonać zarówno z gwiazdy na trójkąt jak i na odwrót.